# Andreas Beck (Autor)
Andreas Beck (* 30. Oktober 1948 in Hornberg) ist ein deutscher Arzt, Theologe, Schriftsteller und Maler.

## Leben
Beck wuchs im Schwarzwald auf und erhielt dann ein Stipendium am Konradihaus für eine Gymnasialausbildung am Suso-Gymnasium in Konstanz, wo er 1968 das Abitur ablegte. Er studierte Katholische Theologie in Freiburg im Breisgau, wurde aber vor allem durch zahlreiche Auslandsaufenthalte, während derer viele seiner Bilder entstanden, geprägt. Seine Promotionsschrift über den Untergang des Templerordens wurde abgelehnt und erschien deshalb als freie Abhandlung. 
Nachdem eine theologische Karriere wegen der Unstimmigkeiten mit dem Freiburger Ordinariat sich als unmöglich erwiesen hatte, studierte Beck Medizin an der Albert-Ludwigs-Universität Freiburg. Er habilitierte sich am Universitätsklinikum Freiburg  und leitete von 1990 bis 2014 das Institut für Röntgendiagnostik und Nuklearmedizin am Konstanzer Klinikum.
Bekannt wurde Beck vor allem durch Martin Walsers Essay Der Lebensroman des Andreas Beck, in dem Walser unter sechs verschiedenen Aspekten Leben und Werke Becks beleuchtet. Walser zeigt sich insbesondere durch die Glaubens- und Verehrungsbereitschaft schon des Schülers für Autoritäten unterschiedlichster Art angerührt, weist aber auch darauf hin, dass Beck, in der Tradition des Heinrich Hansjakob und Berthold Auerbachs, den sogenannten „Kleinen Leuten“ und Originalen des Schwarzwaldes seine Reverenz erweist. In Walsers 2006 in Buchform erschienenem Essay sind auch mehrere Gemälde Becks abgedruckt.

## Werke

### Wissenschaftliches
- Original – Fälschung? Bildgebende Verfahren bei der Diagnostik von Kunstwerken, Schnetztor-Verlag, Konstanz 1990, ISBN 978-3-87018-080-5
- Wiederaufbereitung, Schnetztor-Verlag, Konstanz 1993, ISBN 3-87018-101-X
- Percutaneous Transluminal Angioscopy, Springer-Verlag Berlin, Heidelberg 1993, ISBN 3-540-51066-4 und 0-387-51066-4
- Angiographie der Hand, Springer-Verlag 1994, ISBN 3-540-57890-0
- Röntgenstrahlen in der Archäologie, Schnetztor-Verlag, Konstanz 1996, ISBN 978-3-87018-123-9
- Der Untergang der Templer. Größter Justizmord des Mittelalters?, überarbeitete Neuausgabe, Herder, Freiburg 2005, ISBN 978-3-451-05576-8